# Baltazar Dvorničić Napuly
Baltazar Napuly Dvorničić rođen je u Koprivnici oko 1560. godine, a bio je brat Blaža Napulyja. Prema svojim biografima već je od najranije mladosti pokazivao znakove neobične nadarenosti. Zagrebački biskup Ivan Moslavački ga je kao vrlo mladoga 1581. godine imenovao zagrebačkim kanonikom. Na svučilištu Bologna se spominje od 1581. godine kao student. Postoje pretpostavke, ali bez uporišta u izvorima, da je dio svog školovanja polazio u Grazu i Beču. U Bologni je stekao doktorat filozofije, teologije i obaju prava 1588. godine.  Od studenoga 1589. do prosinca 1591. godine obnašao je prestižnu dužnost rektora Ugarsko-ilirskog (hrvatskog)  kolegija u Bologni. Kasnije se vratio uz Zagreb gdje se posvetio građanskom pravu zajedno sa svojim prijateljima Gašparom Petričevićem i Ivanom Kitonićem. Plod njihove suradnje se vidi u djelu "Methodica Processum Directio" (1590.) koje je sastavio kao rektor kolegija u Bologni. Spomenuto djelo je 1619. godine izdao Ivan Kitonić uz malu promjenu naslova, ne spominjući Baltazara Dvorničića Napulya. Još u vrijeme studija je 1588. godine postao varaždinski arhiđakon, da bi 1591. bio imenovan goričkim, a 1597. katedralnim arhiđakonom. Godine 1600. postaje kustos, a 1601. lektor Zagrebačkog kaptola. Godine 1613. postao je prepošt (glavni kanonik Zagrebačkog kaptola). Bio je zastupnik na hrvatskim i ugarskim saborima te povremeno predsjednik Banskog stola. Pisao je pravna djela, a u Zagrebu je osnovao prvu pravničku školu. Umro je u prvoj polovici 17. stoljeća, a početkom 17. stoljeća je igrao jednu od ključnih uloga u hrvatskoj povijesti i očuvanju hrvatske državnosti. Izuzetno zaslužan za hrvatsku pravnu znanost i povijest školstva te za crkvenu povijest.